# 基烏利亞科查湖 (科塔班巴斯區)
13°52′14″S 72°18′53″W / 13.87056°S 72.31472°W
基烏利亞科查湖（Qiwllaqucha），是秘魯的湖泊，位於該國南部阿普里馬克大區，由科塔班巴斯省的科塔班巴斯區負責管轄，該湖泊海拔高度4,469米。